# 日本オート・フォート
日本オート・フォート株式会社（にっぽんオート・フォート、Nippon Auto Photo K.K.）は、埼玉県さいたま市南区に本社を置く自動証明写真装置を販売する企業である。

## 概要
自動証明写真装置では世界トップシェアを持つフォトミーインターナショナルの日本法人として1963年に設立された。

## 本社・支店所在地
- 本社 - 埼玉県さいたま市南区内谷4-10-6
- 大阪支店 - 大阪府東大阪市長田中1-3-27
- 名古屋支店 - 愛知県名古屋市名東区よもぎ台三丁目１０８番地エスポア一社Ⅱ
- 福岡支店 - 福岡県福津市西福間2-19-13